# Max-Weber-Kolleg
Das Max-Weber-Kolleg für kultur- und sozialwissenschaftliche Studien ist eine Einrichtung der Universität Erfurt. Es ist nach dem deutschen Soziologen Max Weber benannt.
Es verbindet ein Institute for Advanced Study mit einem auf Dauer gestellten Graduiertenkolleg und Nachwuchskolleg. Wissenschaftler aus verschiedenen Disziplinen (Soziologie, Geschichtswissenschaft, Philosophie, Theologie, Religions-, Rechts- und Wirtschaftswissenschaft) werden auf Zeit zu Fellows bestellt. Sie beteiligen sich an einem Weberschen Forschungsprogramm und betreuen und begleiten die Kollegiaten (Doktoranden und Habilitanden). Die Zusammenarbeit zwischen Fellows und Kollegiaten folgt dem Grundsatz des lehrenden Forschens und des forschenden Lernens sowie dem der aufgabenbezogenen Teamarbeit.

## Allgemeines
Die Kollegiaten behandeln in ihren Doktor- und Habilitationsschriften Aspekte dieses Forschungsprogramms. Jeder Kollegiat wird bei seiner Arbeit mit den theoretischen Perspektiven und methodischen Verfahren anderer Disziplinen konfrontiert. Schließlich steht die Arbeit des Kollegs in internationalen Zusammenhängen. Regelmäßig beteiligen sich Gastprofessoren aus dem Ausland am Forschungs- und Lehrprogramm des Max-Weber-Kollegs.
Je nach ihrem disziplinären Schwerpunkt können Kollegiaten zum Dr. rer. pol., Dr. iur. oder zum Dr. phil. promoviert werden. Promotionsverfahren führt das Kolleg selbst durch. Als Kollegiat kann aufgenommen werden, wer ein hervorragendes Examen in einer der am Kolleg vertretenen Disziplinen vorweist und ein Dissertations- oder Habilitationsprojekt skizziert, das von den wissenschaftlichen Mitgliedern akzeptiert wird. Für die Durchführung solcher Projekte gibt es Stipendien.

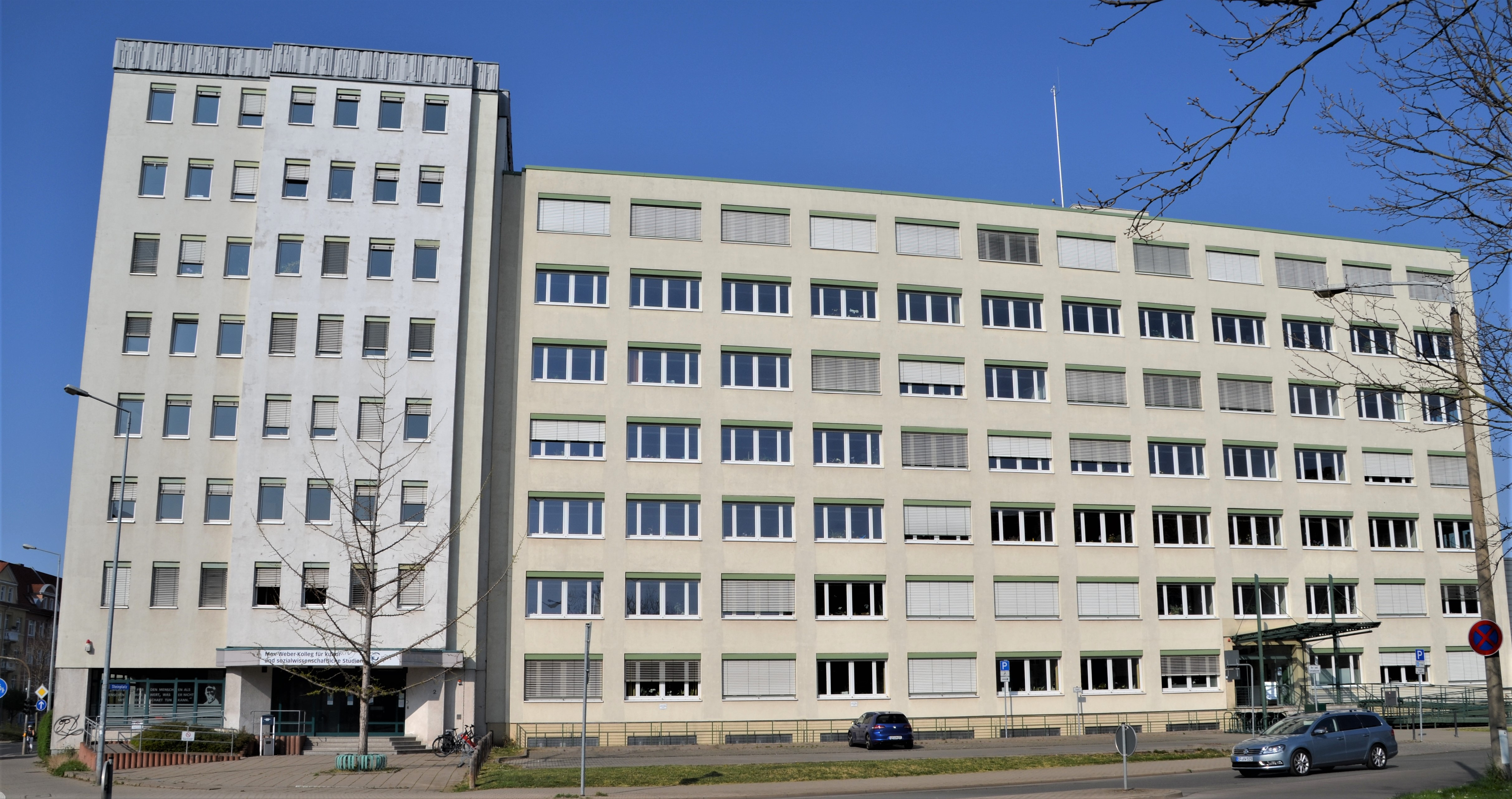
Ehemaliger Standort am Steinplatz

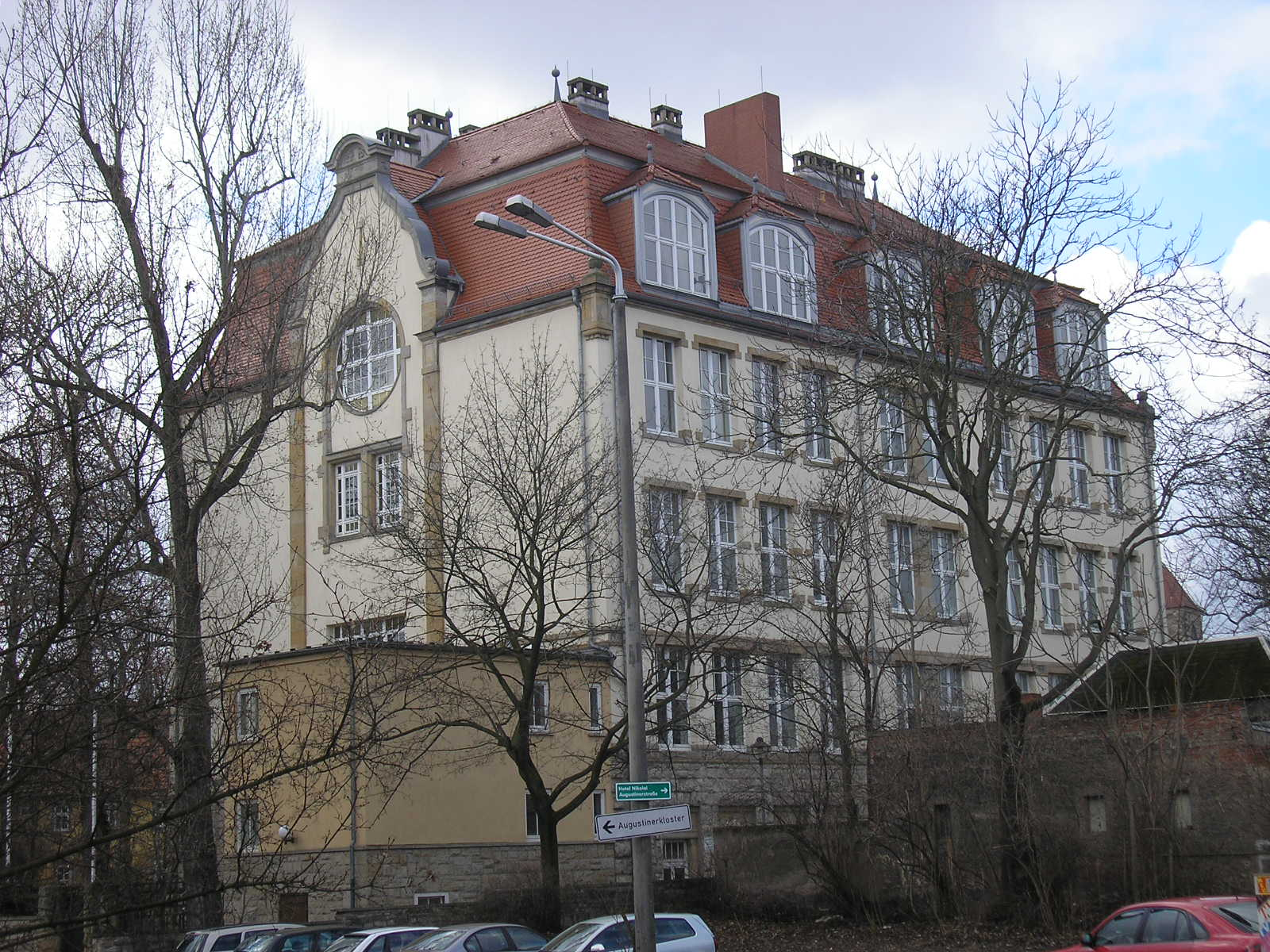
Ehemaliger Standort „Am Hügel“

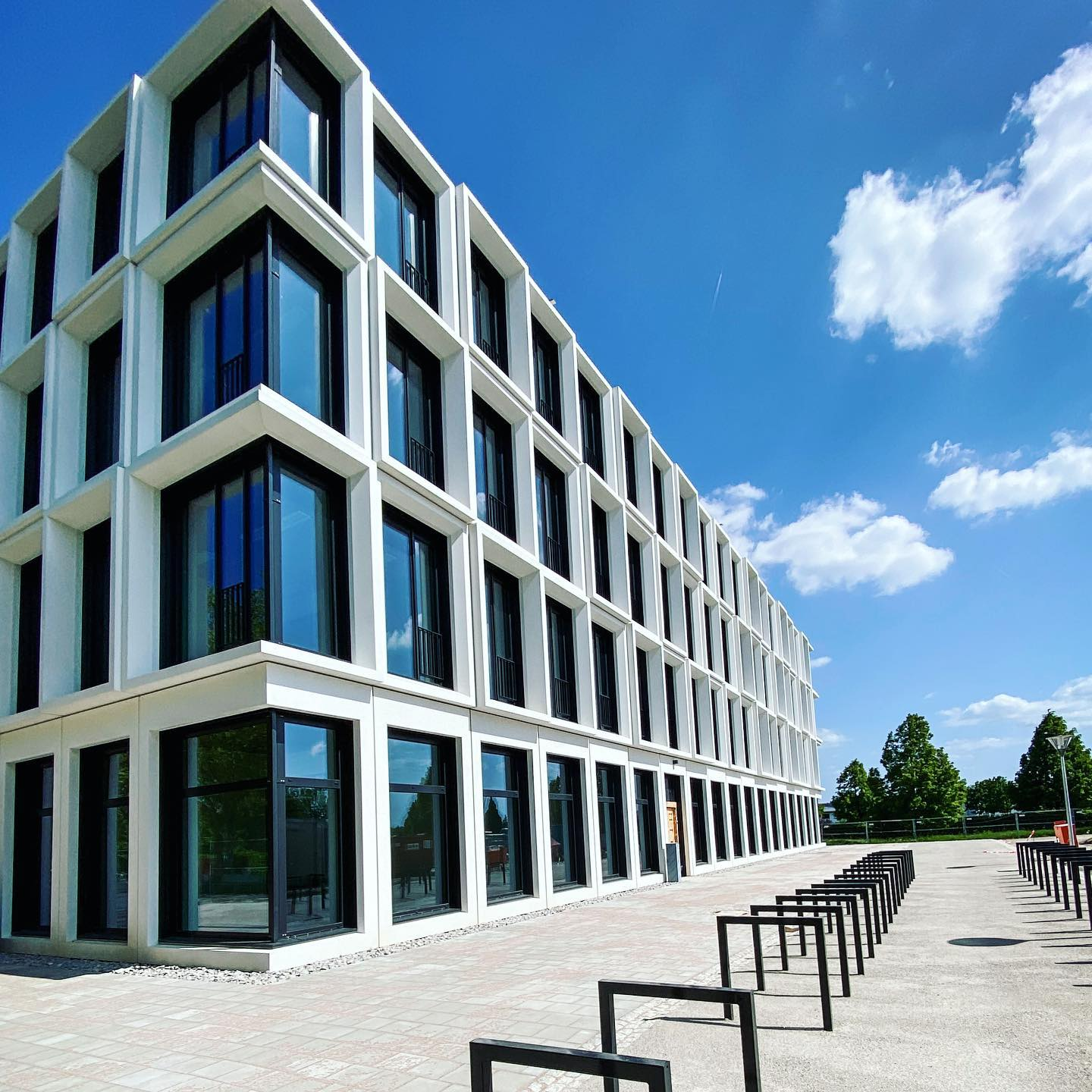
Max-Weber-Kolleg im Forschungsbau Weltbeziehungen

Das Max-Weber-Kolleg ist im April 2017 von seinem bisherigen Standort im Forschungsgebäude 1 gegenüber dem Universitätscampus an den Steinplatz 2 in Innenstadtnähe gezogen, nachdem das Kolleg zuvor am Standort „Am Hügel“ beheimatet war. Dort findet jeder Kollegiat einen Arbeitsplatz und ist verpflichtet, an den Lehrveranstaltungen des Kollegs teilzunehmen. Deren Themen hängen mit dem Forschungsprogramm zusammen, folgen aber keinem formalisierten Curriculum. Lehrveranstaltungen am Kolleg werden in der Regel von mehreren wissenschaftlichen Mitgliedern und Gastprofessoren gemeinsam geplant und durchgeführt.
Im Oktober 2019 fand der Spatenstich für den Neubau des Forschungsgebäudes „Weltbeziehungen“ mit 160 Arbeitsplätzen auf dem Campus der Universität statt. Es war das erste rein geisteswissenschaftliche Forschungsprojekt, das vom Bund den Zuschlag für ein eigenes Forschungsgebäude erhalten hat. Das Gebäude wird im Oktober 2023 offiziell eröffnet.

## Lehre und Forschung
Das Max-Weber-Kolleg begann seinen Lehr- und Forschungsbetrieb am 1. April 1998. Seine ersten Stipendien wurden im Herbst 1997 ausgeschrieben. Die Laufzeit beträgt drei Jahre, innerhalb deren Promotionen abgeschlossen werden müssen. Auch wer kein Stipendium anstrebt, kann sich um Aufnahme in das Kolleg bewerben. Er unterliegt demselben Auswahlprozess wie der Bewerber um ein Stipendium des Kollegs. Die Forschungsleistungen des Max-Weber-Kollegs wurden 2008 im aufwändigen Forschungsrating des Wissenschaftsrats für exzellent befunden. Das Max-Weber-Kolleg gehört damit zu den besten 9 Forschungseinheiten von insgesamt 254 im Bereich Soziologie in Deutschland.
Die Forschungsvorhaben der Fellows werden durch Projekte der betreuten Kollegiaten ergänzt. Die Forschung am Max-Weber-Kolleg ist historisch und vergleichend. Der Schwerpunkt liegt jedoch auf der inter- und transdisziplinären Verknüpfung der am Kolleg vertretenen Fachgebiete. Das Forschungsprogramm richtet sich auf folgende Problemfelder:
- Religion, Wissenschaft und Recht als Deutungs- und Steuerungsmächte;
- Wechselwirkungen zwischen Kulturen, gesellschaftlichen Ordnungen und Mentalitäten bei radikalem Wandel;
- handlungstheoretische Grundlagen der Kultur- und Sozialwissenschaften und ihre Beziehung zu normativen, insbesondere ethischen Fragen.

Diese Problemfelder werden durch folgende Forschungsschwerpunkte konkretisiert:
- Gewalt und Menschenwürde: In einer Reihe von historisch-soziologischen Studien soll die Wechselwirkung von Wertentstehung und Gewaltgeschichte im 19. und 20. Jahrhundert untersucht werden.
- Kommunikation über Werte: Auf diesem Feld entstehen Arbeiten zur Geschichte des Kontingenzbewusstseins und zum Potential einer makrosoziologischen Theorie, die die verschiedenen Dimensionen von Modernisierung als nur locker verkoppelt auffasst.
- Pragmatismus/Historismus/Soziologie: Es werden Studien über mehr oder minder vergessene Figuren und Theorien aus Pragmatismus und Historismus unternommen, um damit Anknüpfungspunkte für eine zeitgenössische, historisch tiefe, kulturvergleichende und interdisziplinäre sowie normativ orientierte Sozialwissenschaft zu schaffen.
- Religion: In interdisziplinärer Weise, kulturvergleichend und historisch soll nach den Spezifika religiöser Erfahrung, den Prozessen religiöser Individualisierung und Gemeinschaftsbildung, den Wirkungen von Modernisierungsprozessen auf Religion und den religiösen Voraussetzungen von Modernisierungsprozessen gefragt werden.

### Forschungsgruppen am Max-Weber-Kolleg
Es werden folgende Forschungsgruppen unterhalten:
- IGS „Resonant Self-World Relations“
- Sozialphilosophie und Gesellschaftstheorie
- Kolleg-Forschungsgruppe: „Religion and Urbanity: Reciprocal Formations“ (FOR 2779)
- Max-Planck-Forschungspreis: „Religion und Moderne: Säkularisation, gesellschaftliche und religiöse Pluralität“
- The M.S. Merian – R. Tagore International Centre of Advanced Studies ‘Metamorphoses of the Political’
- „Die lokale Politisierung globaler Normen“
- „Dynamik ritueller Praktiken im Judentum in pluralistischen Kontexten von der Antike bis zur Gegenwart“
- Sonderforschungsbereich Transregio 294 „Strukturwandel des Eigentums“

### Forschungsstellen am Max-Weber-Kolleg
- Forschungsstelle für Frühneuzeitliches Naturrecht
- Johann-Gottfried-Herder-Forschungsstelle
- Kierkegaard-Forschungsstelle
- Meister-Eckhart-Forschungsstelle

## Persönlichkeiten

### Direktoren
- 1998–2002: Wolfgang Schluchter, Gründungsdirektor
- 2002–2011: Hans Joas, Inhaber der Max-Weber-Professur und damit auch neuer Leiter des Kollegs.[5]
  - 2011–2013: Wolfgang Spickermann, Interimsdekan des Max-Weber-Kollegs
- seit 2013: Hartmut Rosa[6]

### Bekannte Fellows
Bedeutende Fellows des Kollegs waren bzw. sind u. a.
- die Soziologen Hans Joas, Hartmut Rosa und Wolfgang Schluchter,
- die Historiker Michael Borgolte und Wolfgang Reinhard,
- die Religionswissenschaftler Hans G. Kippenberg und Jörg Rüpke,
- die Wirtschaftswissenschaftler Hans G. Nutzinger und Gert G. Wagner,
- die Rechtswissenschaftler Winfried Brugger, Gunnar Folke Schuppert, Rolf Gröschner und Horst Dreier,
- die Theologen Hermann Deuser und Friedrich Wilhelm Graf
- und die Philosophen Johann Arnason, Gerald Hartung, Dieter Thomä, Christoph Henning, Christoph Menke und Theo Kobusch.

Als Gastwissenschaftler waren u. a. am Kolleg: der Soziologe Shmuel N. Eisenstadt (1998, 1999, 2000 und 2001), der Soziologe Toby Huff (2000), der Indologe Sheldon Pollock (2001), der Historiker Paolo Prodi (2007–2008), der Historiker Dan T. Carter (2009), der Soziologe Paul Lichterman (2009) und der Hochschulforscher Chen Hongjie (2010).